# AN-M76
AN-M76 – amerykańska bomba zapalająca wagomiaru 500 funtów z okresu II wojny światowej. Na uzbrojeniu lotnictwa US Navy i USAAC.
AN-M76 miała pomalowany na szaro korpus wypełniony białym fosforem. Wzdłuż osi korpusu przebiegał kanał mieszczący niewielki ładunek wybuchowy, który rozrywał korpus bomby po upadku. Bomba była wyposażona w zapalnik głowicowy i tylny.